# 제79회 아카데미상
제79회 아카데미상(영어: 79th Academy Awards)은 영화 예술 과학 아카데미 (AMPAS)가 주최하는 상이며, 2006년 영화를 대상으로 2007년 2월 25일에 캘리포니아주 로스앤젤레스 할리우드의 코닥 극장에서 시상식이 행해졌다. 사회자는 엘렌 드제네레스이다.

## 수상 및 후보
2008년 1월 22일에 캘리포니아주 비벌리힐스의 새뮤얼 골드윈 극장에서 아카데미 회장 시드 자니스와 배우 살마 아예크에 의해 후보가 발표되었다. 《드림걸즈》가 가장 많은 8개 부문, 《바벨》이 두 번째로 많은 7부문에 후보로 올랐다. 가장 많은 부문에 후보로 오른 작품이 작품상 후보에 오르지 못한 최초이자 유일한 경우이기도 하다.
수상은 2009년 2월 25일 시상식에서 발표되었다. 이번 시상식에서 남우주연상에서 수상을 거두지 못 한 피터 오툴은 경쟁 부문 수상자들을 제외하면 최다 수상 후보 지명자가 되었다. 여우조연상 수상자 제니퍼 허드슨은 영화 데뷔작으로 오스카상을 수상한 15번째 인물이 되었다. 《불편한 진실》에서의 "I Need to Wake Up"은 장편 다큐멘터리 영화로 주제가상을 수상한 최초의 곡이 되었다.

### 수상

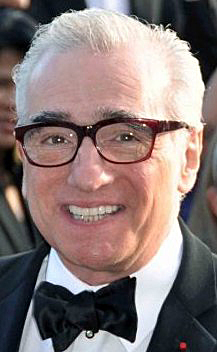
감독상 수상자 마틴 스코세지

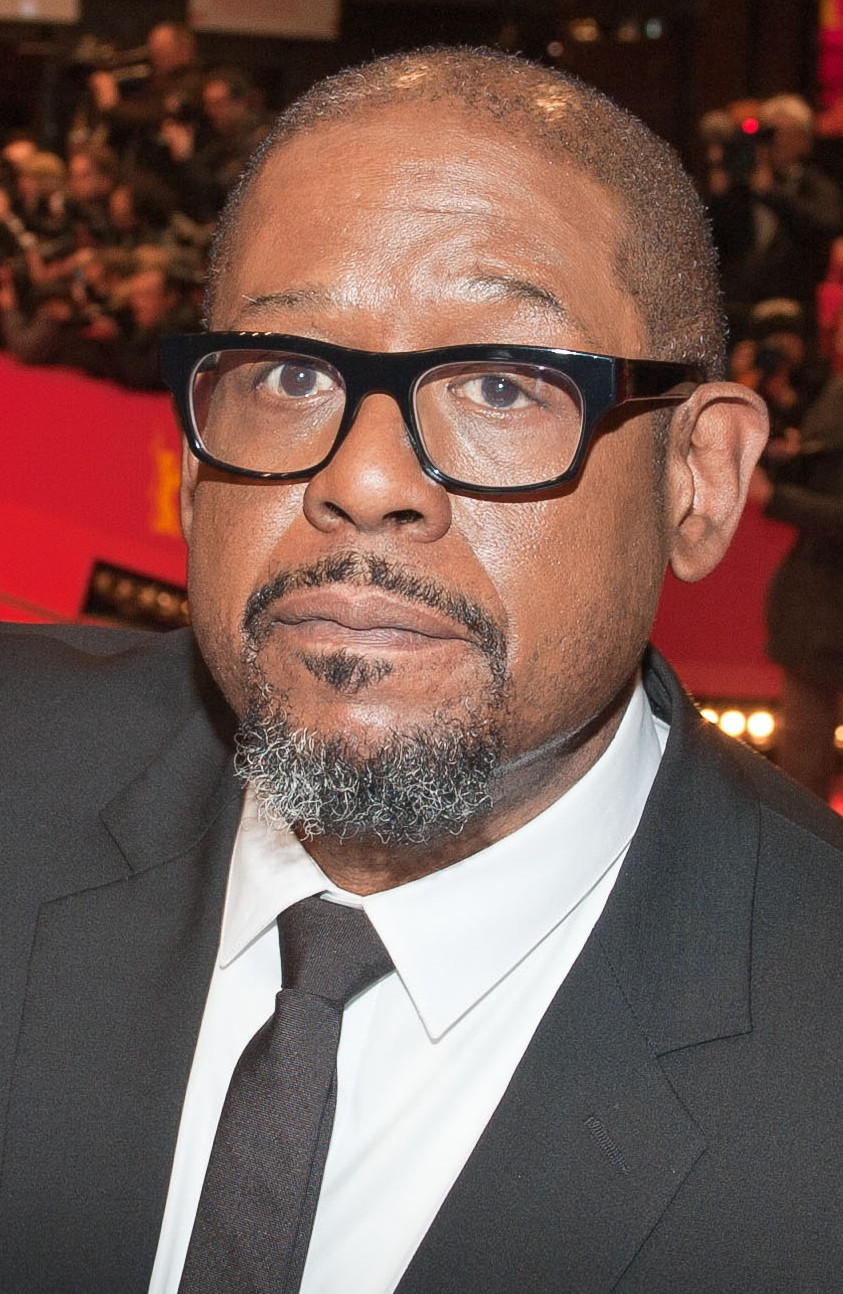
남우주연상 수상자 포레스트 휘터커

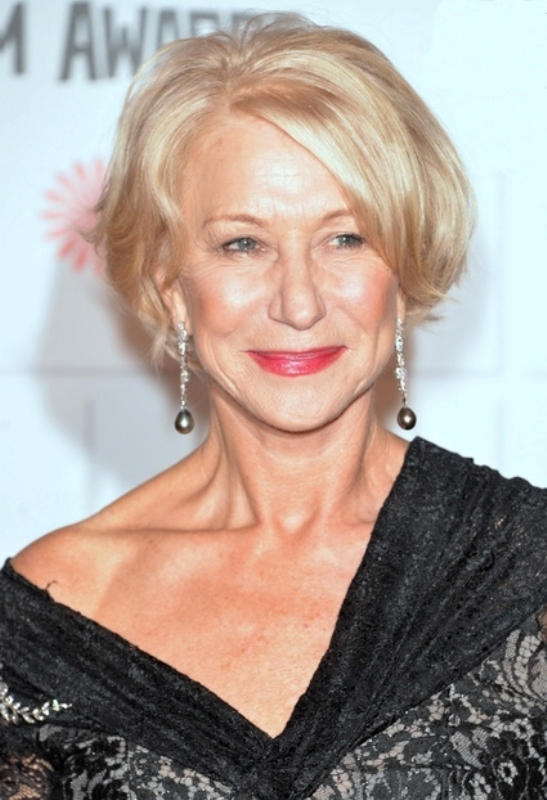
여우주연상 수상자 헬렌 미렌

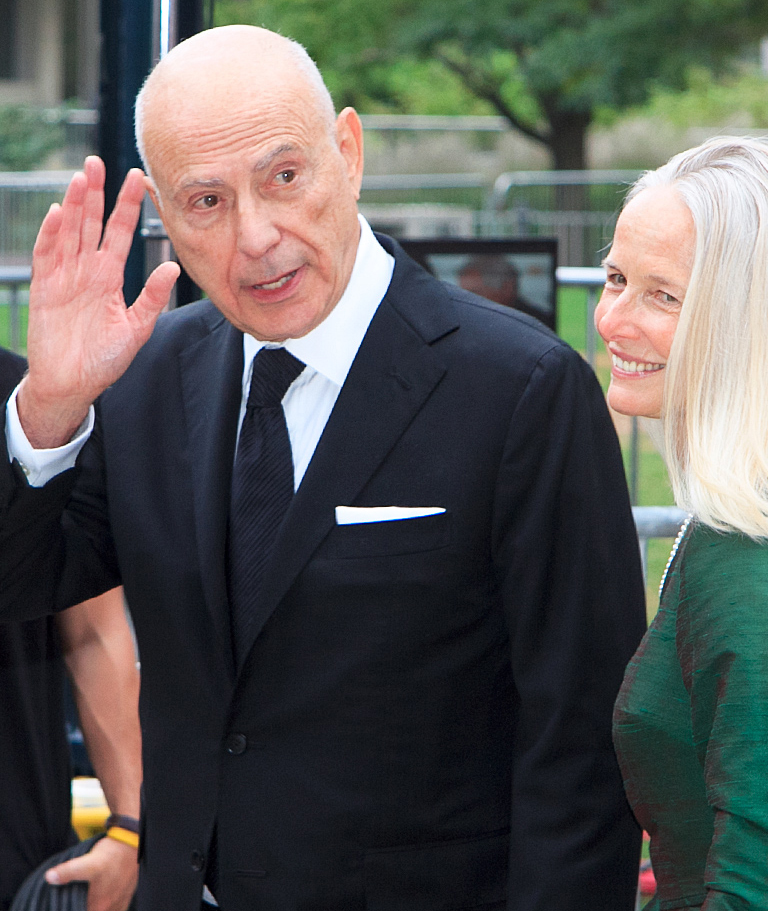
남우조연상 수상자 앨런 아킨

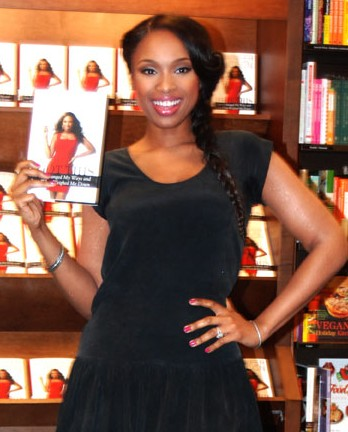
여우조연상 수상자 제니퍼 허드슨

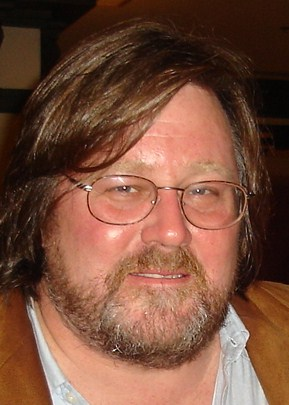
각색상 수상자 윌리엄 모나한

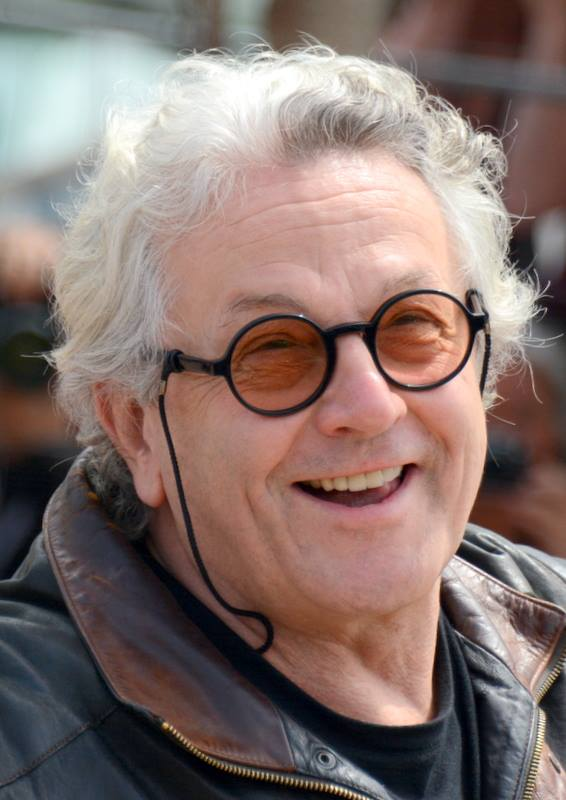
장편 애니메이션 작품상 수상자 조지 밀러

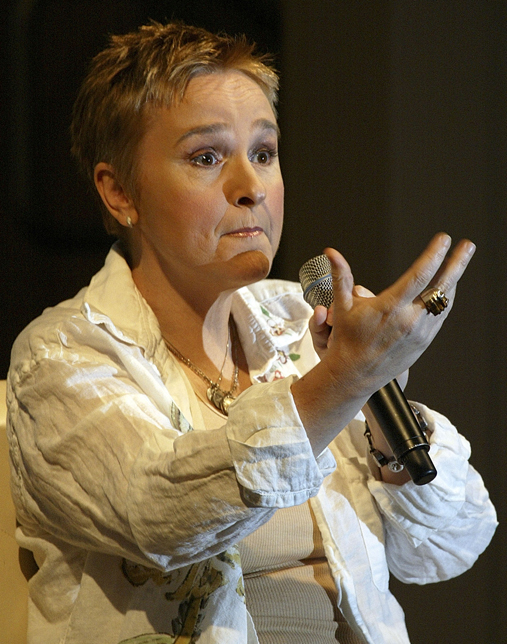
주제가상 수상자 멀리사 에서리지

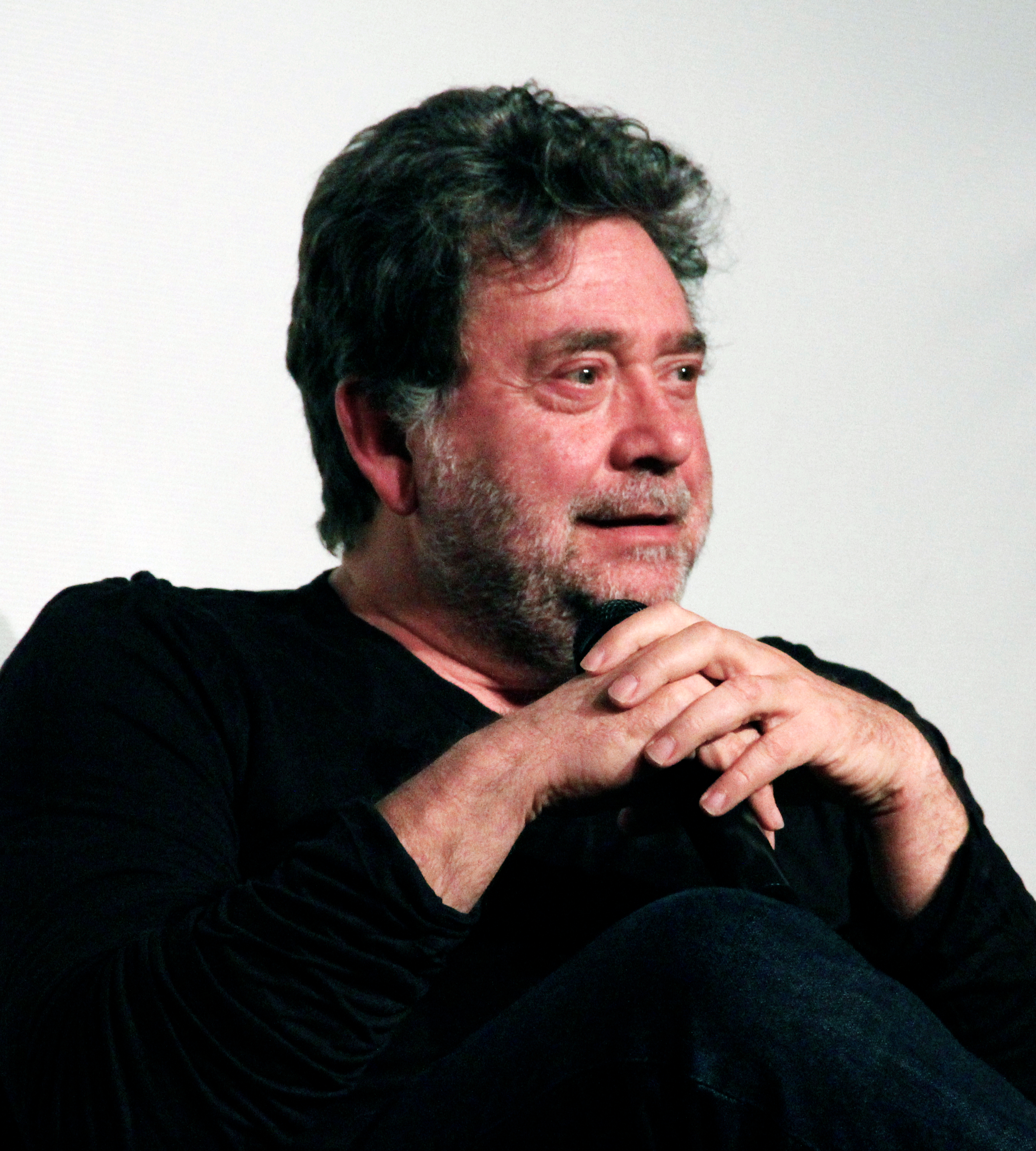
촬영상 수상자 기예르모 나바로

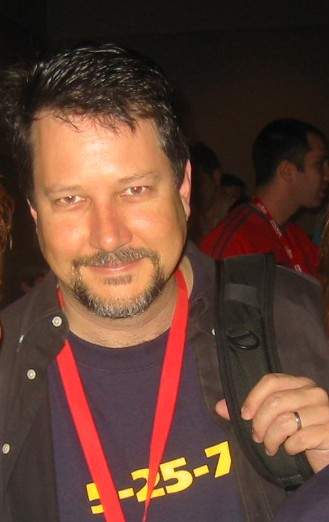
시각효과상 공동 수상자 존 크놀

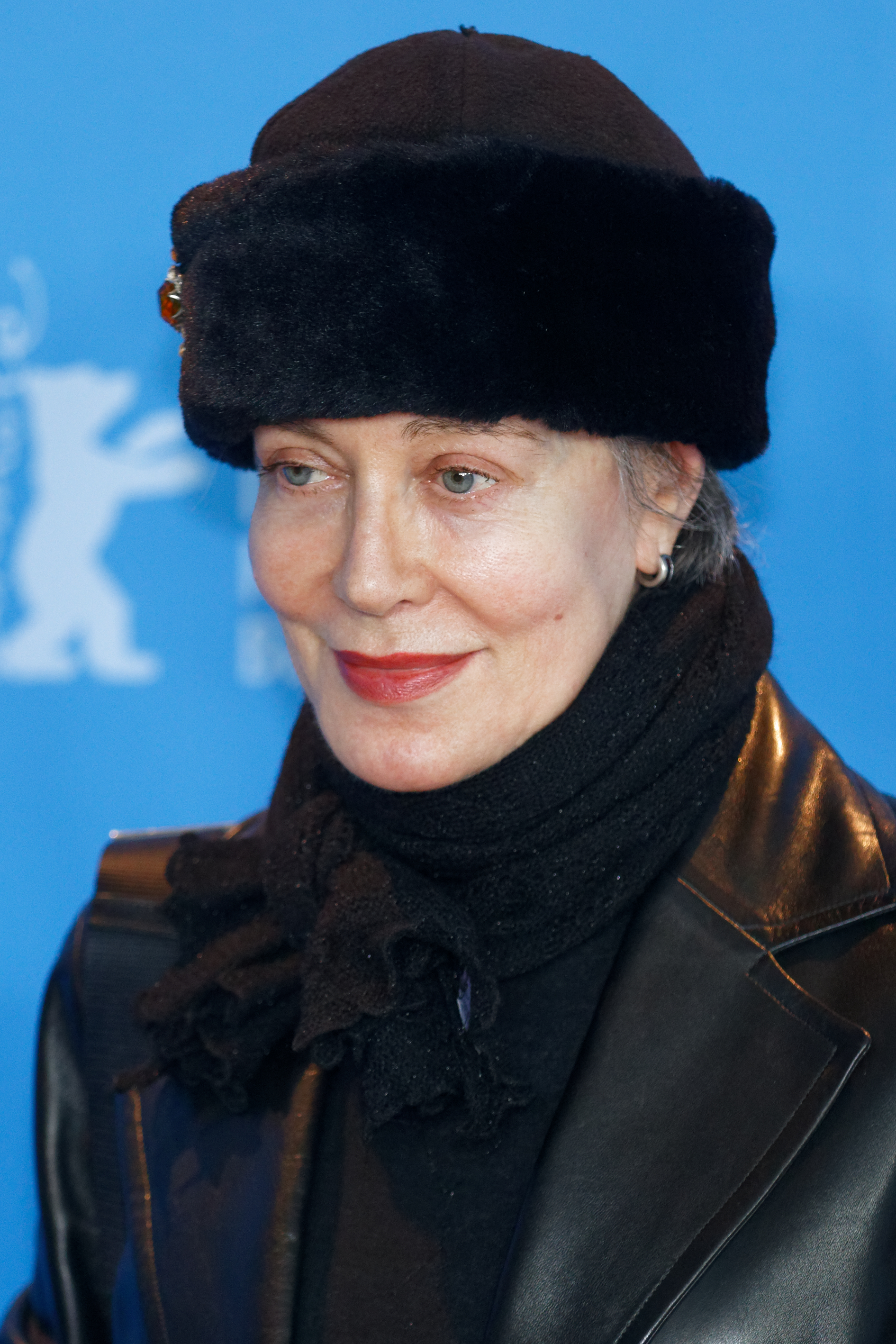
의상상 수상자 밀레나 카노네로

수상자는 굵은 글씨 표시를 해놓았다.
| 작품상 | 감독상 |
| --- | --- |
| - 《디파티드》 – 제작자 그레이엄 킹 - 《바벨》 – 제작자 알레한드로 곤살레스 이냐리투, 존 킬릭, 스티브 골린 - 《이오지마에서 온 편지》 – 제작자 클린트 이스트우드, 스티븐 스필버그, 로버트 로렌츠 - 《미스 리틀 선샤인》 – 제작자 데이비드 T. 프렌들리, 피터 사라프, 마크 터틀타웁 - 《더 퀸》 – 제작자 앤디 해리스, 크리스틴 랜건, 트레이시 시워드                                                                                | - 마틴 스코세지 – 《디파티드》 - 알레한드로 곤살레스 이냐리투 – 《바벨》 - 클린트 이스트우드 – 《이오지마에서 온 편지》 - 스티븐 프리어스 – 《더 퀸》 - 폴 그린그래스 – 《플라이트 93》 |
| 남우주연상 | 여우주연상 |
| - 포리스트 휘터커 – 《라스트 킹》 - 이디 아민 - 리어나도 디캐프리오 – 《블러드 다이아몬드》 - 대니 아처 - 라이언 고즐링 – 《하프 넬슨》 - 댄 던 - 피터 오툴 – 《비너스》 - 모리스 - 윌 스미스 – 《행복을 찾아서》 - 크리스 가드너 | - 헬렌 미렌 – 《더 퀸》 - 엘리자베스 2세 - 페넬로페 크루스 – 《귀향》 - 라이문다 - 주디 덴치 – 《노트 온 스캔들》 - 바버라 코벳 - 메릴 스트리프 – 《악마는 프라다를 입는다》 - 미란다 프리스틀리 - 케이트 윈즐릿 – 《리틀 칠드런》 - 세라 피어스 |
| 남우조연상 | 여우조연상 |
| - 앨런 아킨 – 《미스 리틀 선샤인》 - 에드윈 후버 - 재키 얼 헤일리 – 《리틀 칠드런》 - 로널드 제임스 맥고비 - 자이몬 혼수 – 《블러드 다이아몬드》 - 솔로몬 밴디 - 에디 머피 – 《드림걸즈》 - 제임스 "선더" 얼리 - 마크 월버그 – 《디파티드》 - 선임 경사 디그넘 | - 제니퍼 허드슨 – 《드림걸즈》 - 에피 화이트 - 아드리아나 바라자 – 《바벨》 - 아멜리아 에르난데스 - 케이트 블란쳇 – 《노트 온 스캔들》 - 배시바 "시바" 하트 - 애비게일 브레슬린 – 《미스 리틀 선샤인》 - 올리브 후버 - 키쿠치 린코 – 《바벨》 - 와타야 키에코 |
| 각본상 | 각색상 |
| - 《미스 리틀 선샤인》 – 마이클 안트 - 《바벨》 – 기예르모 아리아가 - 《이오지마에서 온 편지》 – 아이리스 야마시타, 폴 해기스 - 《판의 미로》 – 기예르모 델 토레 - 《더 퀸》 – 피터 모건 | - 《디파티드》 – 윌리엄 모나한 - 영화 《무간도》 - 《보랏: 카자흐스탄 킹카의 미국 문화 빨아들이기》 – 사샤 배런 코언, 앤서니 하인스, 피터 베리엄, 댄 메이저, 토드 필립스 - 사샤 배런 코언이 만들어낸 등장 인물 - 《칠드런 오브 맨》 – 알폰소 쿠아론, 티모시 J. 섹스턴, 데이비드 에라타, 마크 퍼거스, 호크 오츠비 - P. D. 제임스의 동명의 저서 - 《리틀 칠드런》 – 토드 필드, 톰 페로타 - 톰 페로타의 동명의 저서 - 《노트 온 스캔들》 – 패트릭 마버 - 조에 헬러의 동명의 저서 |
| 장편 애니메이션 작품상 | 외국어 영화상 |
| - 《해피 피트》 – 조지 밀러 - 《카》 – 존 래시터 - 《몬스터 하우스》 – 길 키넌 | - 《타인의 삶》 (독일) - 플로리안 헨켈 폰 도너스마르크 (독일어) - 《애프터 웨딩》 (덴마크) - 수산 비어 (덴마크어, 힌디어, 스웨덴어) - 《영광의 날들》 (알제리) - 라시드 부샤렙 (아랍어) - 《판의 미로》 (멕시코) - 기예르모 델 토로 (스페인어) - 《아쉬람》 (캐나다) - 디파 메타 (힌디어) |
| 장편 다큐멘터리 영화상 | 단편 다큐멘터리 영화상 |
| - 《불편한 진실》 – 데이비스 구겐하임 - 《딜리버 어스 프롬 이블》 – 에이미 J. 버그, 프랭크 도너 - 《조각난 이라크》 – 제임스 롱리, 존 시노 - 《지저스 캠프》 – 하이디 에윙, 레이첼 그레디 - 《마이 컨트리, 마이 컨트리》 – 로라 포이트라스, 자슬린 글래처 | - 《잉저우의 아이들》 - 루비 양, 토머스 레넌 - 《재활용 인생》 - 레슬리 이웍스, 마이크 글래드 - 《리히어싱 어 드림》 - 캐런 굿먼, 커크 사이먼 - 《두 개의 손: 레온 플레이셔 스토리》 - 너대니얼 칸, 수잔 로즈 베어 |
| 단편 영화상 | 단편 애니메이션 작품상 |
| - 《웨스트 뱅크 스토리》 – 아리 샌들 - 《빈타 앤 더 그레이트 아이디어》 - 하비에르 페세르, 루이스 만소 - 《하나만큼 더 많은》 — 보르하 코베아가 - 《헬머와 아들》 — 쇠렌 필마르크, 킴 망누손 - 《구원자》 — 피터 템플먼, 스튜어트 파킨 | - 《덴마크 시인》 – 토릴 코브 - 《리프티드》 – 개리 리드스트롬 - 《리틀 매치걸》 – 로저 앨러스, 돈 한 - 《마에스트로》 – M. 토트 게저 - 《노 타임 포 너츠》 – 크리스 리노드, 마이크 서마이어 |
| 음악상 | 주제가상 |
| - 《바벨》 – 구스타보 샌타올라라 - 《굿 저먼》 – 토머스 뉴먼 - 《노트 온 스캔들》 – 필립 글래스 - 《판의 미로》 – 하비에르 나바레테 - 《더 퀸》 – 알렉상드르 데스플라 | - "I Need to Wake Up" (《불편한 진실》) – 멀리사 에더리지 - "Listen" (《드림걸즈》) – 헨리 크리거, 스콧 커틀러, 앤 프리벤 - "Love You I Do" (《드림걸즈》) – 헨리 크리거, 시다 가렛 - "Our Town" (《카》) – 랜디 뉴먼 - "Patience" (《드림걸즈》) – 헨리 크리거, 윌리 리얼 |
| 음향편집상 | 음향효과상 |
| - 《이오지마에서 온 편지》 – 앨런 로버트 머리, 법 애스먼 - 《아포칼립토》 – 숀 매코맥, 카미 아스가르 - 《블러드 다이아몬드》 – 론 벤더 - 《아버지의 깃발》 – 앨런 로버트 머리, 법 애스먼 - 《캐리비안의 해적: 망자의 함》 – 크리스토퍼 보이어스, 조지 워터스 2세 | - 《드림걸즈》 – 마이클 밍클러, 밥 비머, 윌리 D. 버튼 - 《아포칼립토》 – 케빈 오코넬, 그렉 P. 러셀, 페르난도 카마라 - 《블러드 다이아몬드》 – 앤디 넬슨, 애나 벨머, 아이반 샤록 - 《아버지의 깃발》 – 존 T. 레이츠, 데이비드 E. 캠벨, 그렉 루들로프, 월트 마틴 - 《캐리비안의 해적: 망자의 함》 – 폴 메이시, 크리스토퍼 보이어스, 리 오를로프 |
| 미술상 | 촬영상 |
| - 《판의 미로》 – 아트 디렉션:에우세니오 카바예로; 세트 데코레이션:필라르 레부엘타 - 《드림걸즈》 – 아트 디렉션:존 마이어; 세트 데코레이션:낸시 헤이그 - 《굿 셰퍼드》 – 아트 디렉션:제닌 오프월; 세트 데코레이션:그레첸 라우 (사후 후보), 레슬리 E. 롤린스 - 《캐리비안의 해적: 망자의 함》 – 아트 디렉션:릭 하인리츠; 세트 데코레이션:셰릴 캐러식 - 《프레스티지》 – 아트 디렉션:네이선 크라울리; 세트 데코레이션:줄리 오치핀티 | - 《판의 미로》 – 기예르모 나바로 - 《블랙 달리아》 – 지그몬드 빌모시 - 《칠드런 오브 맨》 – 에마누엘 루베스키 - 《일루셔니스트》 – 딕 포프 - 《프레스티지》 – 월리 피스터 |
| 분장상 | 의상상 |
| - - 《판의 미로》 - 다비드 마르티, 몬트세 리베' - 《아포칼립토》 – 알도 시뇨레티, 비토리오 소다노 - 《클릭》 – 츠지 카즈히로, 빌 코소 | - 《마리 앙투아네트》 – 밀레나 카노네로 - 《황후화》 – 해중문 - 《악마는 프라다를 입는다》 – 퍼트리샤 필드 - 《드림걸즈》 – 쉐런 데이비스 - 《더 퀸》 – 콘소라타 보일 |
| 편집상 | 시각효과상 |
| - 《디파티드》 – 셀마 스쿤메이커 - 《바벨》 – 더글러스 크라이스, 스티븐 미리언 - 《블러드 다이아몬드》 – 스티븐 로젠블럼 - 《칠드런 오브 맨》 – 알폰소 쿠아론, 앨릭스 로드리게스 - 《플라이트 93》 – 클레어 더글러스, 리처드 피어슨, 크리스토퍼 루스 | - 《캐리비안의 해적 - 망자의 함》 – 존 크놀, 홀 히켈, 찰스 깁슨, 앨런 홀 - 《포세이돈》 – 보이드 셔미스, 킴 리브레리, 채즈 재럿, 존 프레이지어 - 《슈퍼맨 리턴즈》 – 마크 스테츠슨, 닐 코불드, 리처드 R. 후버, 존 텀 |

### 공로상
- 엔니오 모리코네 - 영화 음악 분야에 여러면에서의 기여와 업적을 인정하여 수상됨.[12]

### 진 허숄트 박애상
- 셰리 랜싱[13]

### 두개 이상의 후보작과 수상작
| 후보 | 영화                           |
| ---- | ------------------------------ |
| 8    | 《드림걸즈》                   |
| 7    | 《바벨》                       |
| 6    | 《판의 미로》                  |
| 6    | 《더 퀸》                      |
| 5    | 《블러드 다이아몬드》          |
| 5    | 《디파티드》                   |
| 4    | 《이오지마에서 온 편지》       |
| 4    | 《미스 리틀 선샤인》           |
| 4    | 《노트 온 스캔들》             |
| 4    | 《캐리비안의 해적: 망자의 함》 |
| 3    | 《아포칼립토》                 |
| 3    | 《칠드런 오브 맨》             |
| 3    | 《리틀 칠드런》                |
| 2    | 《불편한 진실》                |
| 2    | 《카》                         |
| 2    | 《아버지의 깃발》              |
| 2    | 《악마는 프라다를 입는다》     |
| 2    | 《프레스티지》                 |
| 2    | 《플라이트 93》                |

| 수상 | 영화                 |
| ---- | -------------------- |
| 4    | 《디파티드》         |
| 3    | 《판의 미로》        |
| 2    | 《불편한 진실》      |
| 2    | 《드림걸즈》         |
| 2    | 《미스 리틀 선샤인》 |

## 발표자와 공연자
다음의 인물들은 시상식에서 상 발표나 음악 공연을 한 사람들이다.

### 발표자 (등장 순서)
| 이름                                               | 역할                                                                   |
| -------------------------------------------------- | ---------------------------------------------------------------------- |
| 돈 라폰테인, 지나 터틀                             | 제79회 아카데미상 아나운서                                             |
| 대니얼 크레이그, 니콜 키드먼                       | 미술상 발표자                                                          |
| 매기 질렌홀                                        | 아카데미 과학기술상, 고든 E. 소이어상 부분 발표자                      |
| 잭 블랙, 윌 페럴, 존 C. 라일리                     | 분장상 발표자                                                          |
| 애비게일 브레슬린, 제이든 스미스                   | 단편 애니메이션 작품상, 단편 영화상 발표자                             |
| 스티브 카렐, 그렉 키니어                           | 음향편집상 발표자                                                      |
| 제시카 비엘, 제임스 맥어보이                       | 음향효과상 발표자                                                      |
| 레이철 바이스                                      | 남우조연상 발표자                                                      |
| 리어나도 디캐프리오, 앨 고어                       | 환경 보호 캠페인을 위해 아카데미에서 주어진 특별 발표                  |
| 캐머런 디아즈                                      | 장편 애니메이션 작품상 발표자                                          |
| 벤 애플렉                                          | 낸시 마이어스가 제작한 "각본가들에 대한 헌사" 몽타주 발표자            |
| 톰 행크스, 헬렌 미렌                               | 각색상 발표자                                                          |
| 에밀리 블런트, 앤 해서웨이                         | 의상상 발표자                                                          |
| 톰 크루즈                                          | 셰리 랜싱에게 주어지는 진 허숄트 박애상 발표자                         |
| 기네스 펠트로                                      | 촬영상 발표자                                                          |
| 로버트 다우니 주니어, 나오미 와츠                  | 시각효과상 발표자                                                      |
| 카트린 드뇌브, 와타나베 켄                         | 주세페 토르나토레가 제작한 "60년간 외국어 영화상 수상작" 몽타주 발표자 |
| 케이트 블란쳇, 클라이브 오웬                       | 외국어 영화상 발표자                                                   |
| 조지 클루니                                        | 여우조연상 발표자                                                      |
| 가엘 가르시아 베르날, 에바 그린                    | 단편 다큐멘터리 영화상 발표자                                          |
| 제리 사인펠드                                      | 장편 다큐멘터리 영화상 발표자                                          |
| 클린트 이스트우드                                  | 엔니오 모리코네에게 주어지는 아카데미 공로상 발표자                    |
| 페넬로페 크루스, 휴 잭맨                           | 음악상 발표자                                                          |
| 시드 재니스 (AMPAS 회장)                           | 아카데미의 보존과 교육 작업에 대한 핵심 부분 몽타주 발표자             |
| 커스틴 던스트, 토비 맥과이어                       | 각본상 발표자                                                          |
| 제니퍼 로페즈                                      | 주제가상 후보작 "Love You I Do", "Listen", "Patience" 발표자           |
| 퀸 라티파, 존 트라볼타                             | 주제가상 발표자                                                        |
| 윌 스미스                                          | 마이클 만이 제작한 미국 정치를 다룬 영화 몽타주 발표자                 |
| 케이트 윈슬렛                                      | 편집상 발표자                                                          |
| 조디 포스터                                        | 고인을 추모하며 부문 발표자                                            |
| 필립 시모어 호프먼                                 | 여우주연상 발표자                                                      |
| 리즈 위더스푼                                      | 남우주연상 발표자                                                      |
| 프랜시스 포드 코폴라, 조지 루커스, 스티븐 스필버그 | 감독상 발표자                                                          |
| 다이앤 키튼, 잭 니콜슨                             | 작품상 발표자                                                          |

### 공연자 (출연 순서)
| 이름                                                      | 역할        | 공연 곡                                                |
| --------------------------------------------------------- | ----------- | ------------------------------------------------------ |
| 윌리엄 로스                                               | 음악 편곡자 | 오케스타                                               |
| 필로볼러스                                                | 공연자      | 영화 제목과 로고의 해석 묘사                           |
| 잭 블랙, 윌 페럴, 존 C. 라일리                            | 공연자      | "Comedian at the Oscars"                               |
| 스티브 시드웰, 사운드 이펙츠 콰이어                       | 공연자      | 영화 음향 효과 공연 "Elements & Motion"                |
| 랜디 뉴먼, 제임스 테일러                                  | 공연자      | 《카》의 "Our Town"                                    |
| 멀리사 에서리지                                           | 공연자      | 《불편한 진실》의 "I Need to Wake Up"                  |
| 셀린 디옹                                                 | 공연자      | 엔니오 모리코네 헌사 동안에 연주된"I Knew I Loved You" |
| 제니퍼 허드슨, 비욘세 놀스                                | 공연자      | 《드림걸즈》의 "Love You I Do"                         |
| 제니퍼 허드슨, 비욘세 놀스                                | 공연자      | 《드림걸즈》의 "Listen"                                |
| 제니퍼 허드슨, 비욘세 놀스, 키스 로빈슨, 애니카 노니 로즈 | 공연자      | 《드림걸즈》의 "Patience"                              |

## 같이 보기
- 제13회 미국 배우 조합상
- 제27회 골든 래즈베리상
- 제59회 프라임타임 에미상
- 제60회 영국 아카데미 영화상
- 제64회 골든 글로브상